# Tony Halik

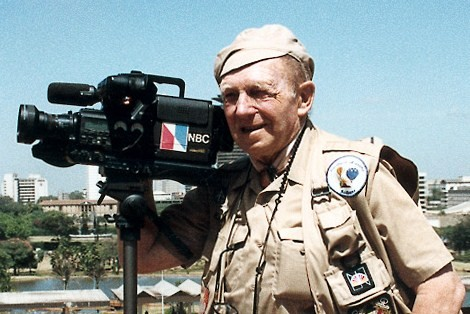
Tony Halik

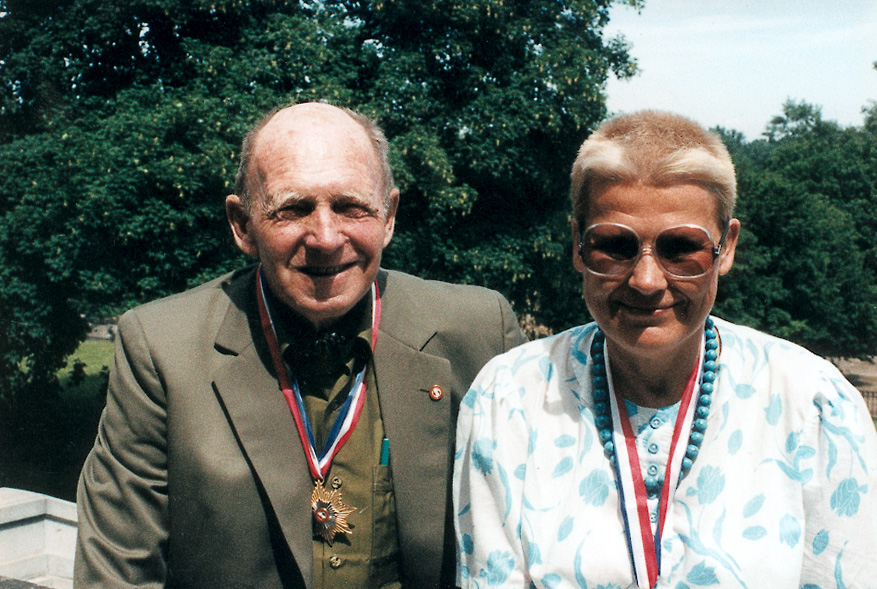
Halik mit Elżbieta Dzikowska

Tony Halik (* 24. Januar 1921 in Thorn; † 23. Mai 1998 in Warschau) war ein polnischer Journalist.

## Leben
Nach dem Zweiten Weltkrieg reiste Halik mit seiner französischen Ehefrau, die er während des Krieges in Frankreich kennengelernt hatte, nach Argentinien. Hier gab er sich zeitweilig als ehemaliger persönlicher Pilot des argentinischen Präsidenten Juan Perón aus. Er fuhr mit seiner Frau den Paraná flussaufwärts. Beide galten dann länger als verschollen. Das Wiederauftauchen der totgeglaubten erregte erhebliche Aufmerksamkeit. Er erhielt das Angebot des US-amerikanischen Magazins Life zur Zusammenarbeit.
Mit dem Segelboot White Shadow fuhr er mit seiner Frau den Río Paraguay hinauf. Später befuhren sie den Amazonas zwischen Iquitos und Marañón und gelangten zur Hochebene Mato Grosso. Halik lebte für neun Monate bei den Indianern Jinan und filmte den Alltag des Stammes.
Eine weitere Expedition, die einen Zeitraum von vier Jahren in Anspruch nahm, führte ihn und seine Frau von Alaska aus bis nach Feuerland. Auf dieser Reise wurde sein Kind geboren.
Halik kehrte dann zunächst nach Polen zurück, reiste dann jedoch mit seiner zweiten Ehefrau, Elżbieta Dzikowska, nach Sri Lanka, Ägypten, Marokko, China, die Osterinsel, Australien, Thailand, Kenia, Malta, Mexiko und Guatemala. Darüber hinaus unternahm er See- und Flussreisen in der Adria, der Karibik, dem Mittelmeer sowie diversen europäischen Flüssen.
Während einer Reise durch Peru entdeckte er 1976 Vilcabamba, die ehemalige Hauptstadt der Inkas.
In Costa Rica ist der Ort Puente Halik nach ihm benannt. Die Existenz des Ortes geht auf eine von Halik hier aus Lianen gefertigte Brücke zurück.